# Taifa Minorca
De taifa Minorca was een emiraat (taifa) op het eiland Minorca van de eilandengroep de Balearen in het oosten van Spanje. De stad Ciutadella de Menorca (Madina al Jazira of Madina al Manurqa) was de hoofdplaats van de taifa. De taifa kende, na de overheersing van de Almohaden uit Marokko, een onafhankelijke periode van ca. 1228 tot 17 januari 1287, toen het werd veroverd door koning Alfons III van Aragón.

## Lijst van emirs
Banu Hakam
- Abu Uthman Said ibn Hakam al-Qurashi: 1234-1281; deze zette Abu Abd Allah Mohammed ibn Ahmad ibn Hischam, de eerste heerser van Taifa Minorca af.
- Abu Umar ibn Said: 1281-1287
- Aan koninkrijk Aragón: 1287